# Helwan (cràter)
Helwan és un cràter sobre la superfície de (951) Gaspra, situat amb el sistema de coordenades planetocèntriques a 22.4 ° de latitud nord i 118.9 ° de longitud est. Fa un diàmetre de 0.4 km. El nom va ser fet oficial per la UAI l'any 2003 i fa referència a Helwan, una ciutat a l'Egipte amb balneari.